# Bogserbåten Ägir
Bogserbåten Ägir är en svensk bogserbåt som ägs av Hallands hamnar AB och har hemmahamn i Halmstad.
Ägir byggdes 2000 vid New China Shipyard i Guangzhou i Kina för Aram & Co i Singapore som Jaya Pelican. Hon köptes därefter av Navigation Company i Jeddah i Saudiarabien och döptes om till Yahtred 10. Hon köptes 2007 av Halmstads Hamn & Stuveri AB, varefter hon rustades upp på Falkvarv i Falkenberg och döptes till Ägir.
Ägir har roderpropellrar, det vill säga propelleraggregat, som kan rotera 360 grader runt sin egen axel och gör fartyget lättmanövrerat.
Ägir är den andra bogserbåten i Halmstad med detta namn. Den första Ägir byggdes av Kristinehamns Mekaniska Verkstad 1961 och såldes senare till Ystads hamn.